# Dora d'Istria
Dora d'Istria, pseudonimo della duchessa Elena Kol'cova-Mosal'skaja (in russo Елена Кольцова-Мосальская?), nata Elena Ghica (in albanese Gjika; Bucarest, 22 gennaio 1828 – Firenze, 17 novembre 1888), è stata una scrittrice e nobildonna romena, di origini albanesi, ma russa e italiana per acquisizione, esponente del Romanticismo e del Femminismo, considerata la Mary Shelley dell'Europa orientale.

## Biografia

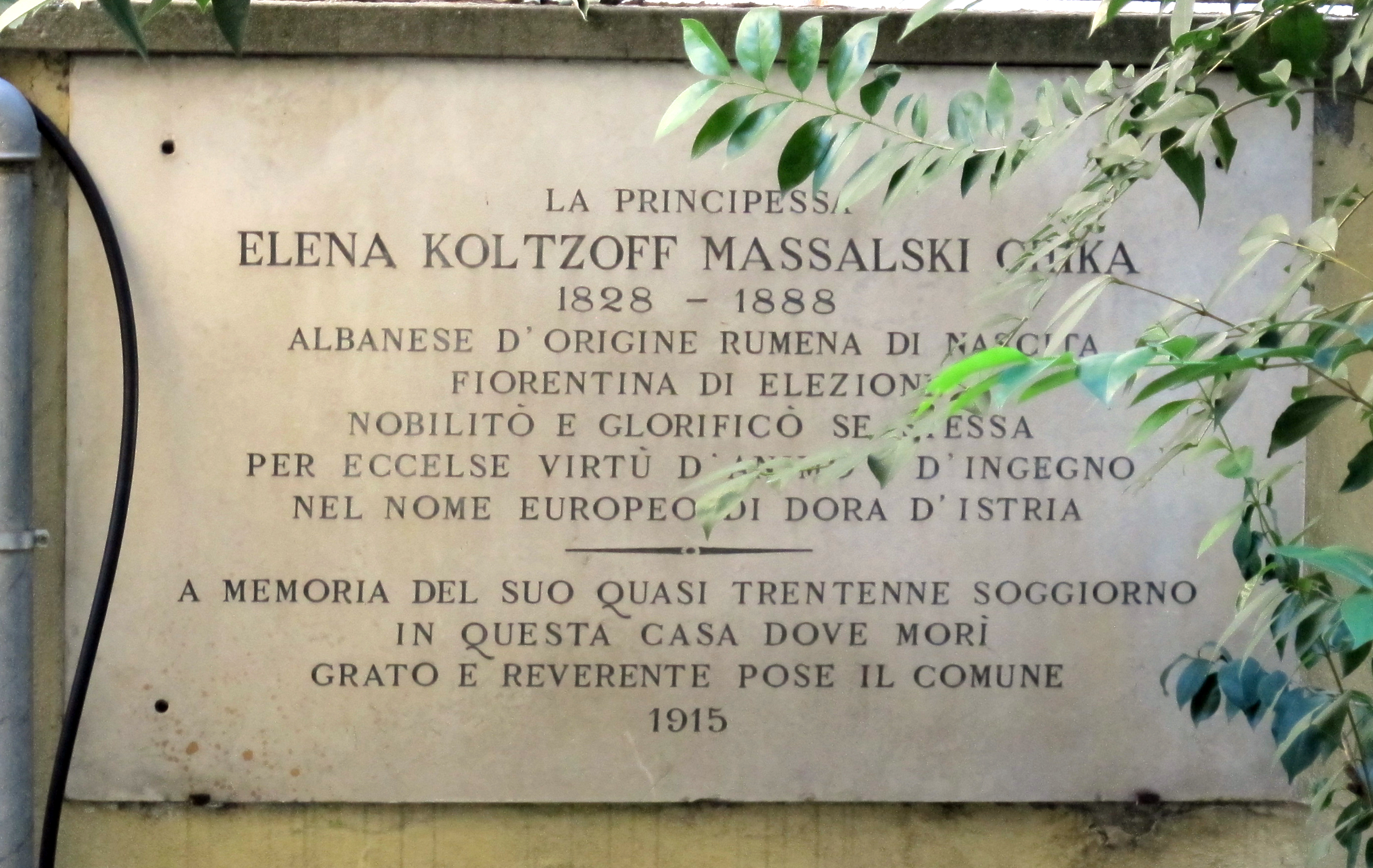
La targa a Firenze

Nata a Bucarest, nel Regno di Romania, nel 1828, era figlia di un certo nobile Mihai Ghica, appartenente alla prestigiosissima famiglia Ghica, e vantava un legame di parentela con il principe romeno Grigore IV Ghica (1755-1834). Ricevette un'ottima educazione, studiando Letteratura prima a Dresda, in Germania, poi a Vienna, Venezia e Berlino, dove ricevette la laurea per le Lettere greche dall'illustrissimo Alexander von Humboldt.
Tornata a Bucarest nel 1849, sposò il duca russo Aleksandr Kol'cov-Mosal'skij e con lui si trasferì a San Pietroburgo. Tuttavia, ella non apprezzava il forte nazionalismo del marito e il suo attaccamento alla tradizione ortodossa, inoltre detestava la politica da tiranno dello Zar Nicola I, presso la cui corte entrambi risiedevano.
Visse poi in Svizzera, in Grecia, in Turchia e nell'amatissima Italia, dove a lungo visse abitando in una sontuosa villa di Firenze (all'epoca Granducato di Toscana).
In Toscana ebbe l'opportunità di entrare a far parte della prestigiosissima Accademia Nazionale dei Lincei.
Nello stesso tempo alternò la vita in Italia a viaggi in Francia, Irlanda e Stati Uniti d'America. Un curioso aneddoto: il 1º giugno 1860 divenne la prima donna a salire fin sulla vetta del Monte Bianco.
Amica di Garibaldi, estimatrice di Mazzini, si era appassionata per le lotte nazionali, in particolare quella dell’Italia.

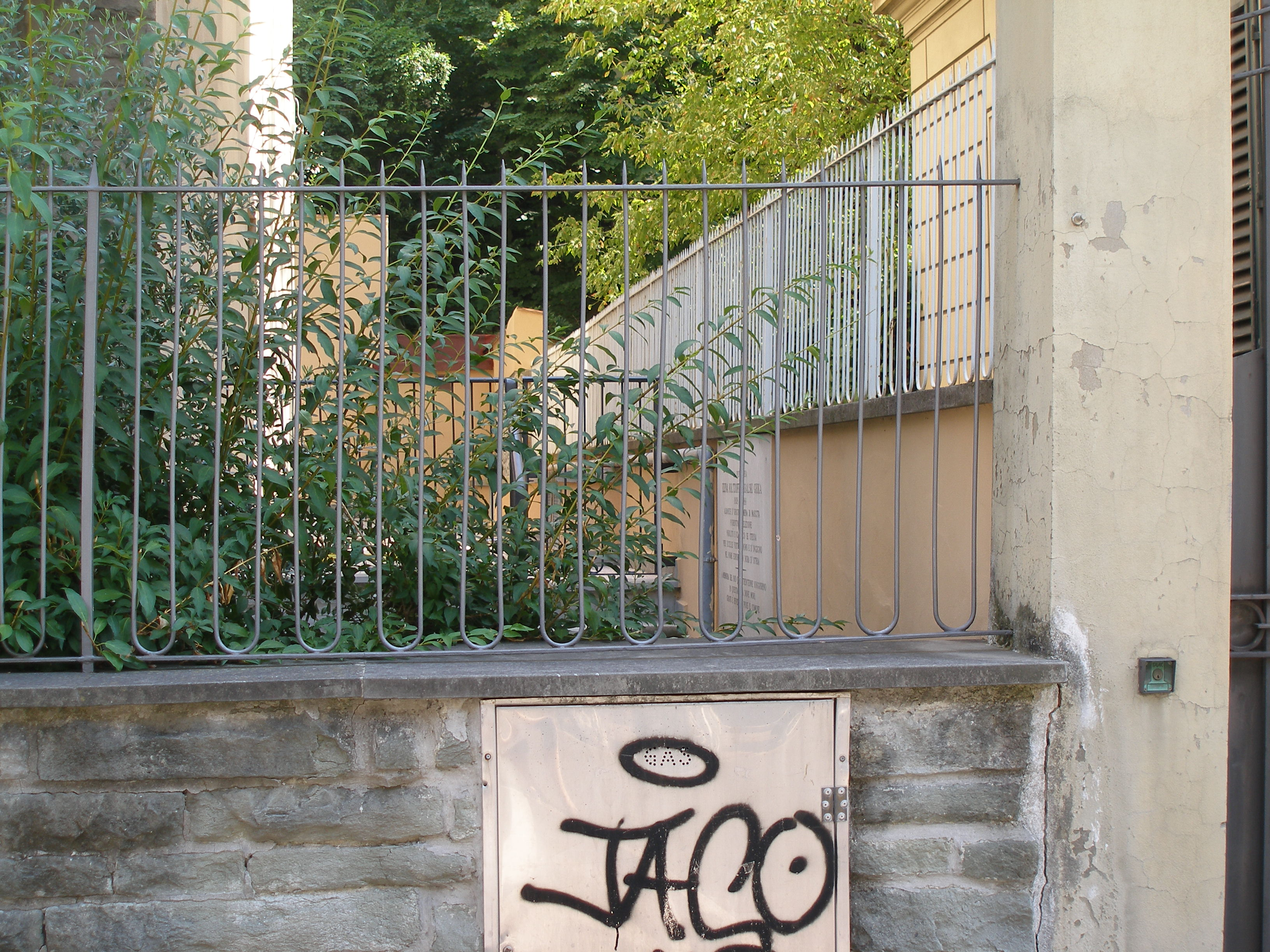
Targa Dora d'Istria, [https://www.balcanicaucaso.org/aree/Italia/Sulle-tracce-di-Dora-D-Istria-177144 Firenze

Morì a Firenze: la sua casa non esiste più, al suo posto si erge una moderna palazzina a ridosso dei viali di Circonvallazione, in via Leonardo da Vinci 28, dove però resta ancora una targa del 1915 che la ricorda.
È sepolta a Firenze nel cimitero di Trespiano.

### Opera
Come scrittrice, fu conosciuta dal 1855: il saper parlare diverse lingue (oltre l'albanese ed il romeno conosceva l'italiano, il tedesco, il francese, il latino, il greco antico e moderno, il russo) le ha garantito un'invidiabile fama internazionale.
Aveva a cuore diversi argomenti, tra i quali la politica, le scienze naturali, la religione (particolarmente gli aspetti più filosofici e estetici). Riteneva che la cultura europea occidentale fosse nettamente superiore a quella orientale e che essa dovesse supportarla e influenzarla maggiormente (come del resto quasi tutti gli altri autori romantici): il fine principale era l'emancipazione culturale, in secundis lo svecchiamento della poesia e l'apertura verso la prosa.
Alcuni studiosi hanno notato una scissione del suo gusto, che oscillava tra il Classicismo (aveva infatti letto e apprezzato sia i grandi poeti greci e latini come Pindaro, Lucrezio e Ovidio, sia i contemporanei tra i quali l'italiano Vincenzo Monti) e il Romanticismo (particolarmente i romantici tedeschi come Goethe e Novalis, ma anche Victor Hugo e Byron).